# Западное крыло (телесериал)
«За́падное крыло́» (англ. The West Wing) — американский телесериал, созданный Аароном Соркиным и шедший на телеканале NBC в 1999—2006 годах. За это время было отснято семь сезонов. В центре сюжета — работа вымышленной администрации президента США от партии демократов Джозайи Бартлета, которого сыграл Мартин Шин.
Съёмками заведовала Warner Bros. Television, являющаяся правообладателем и дистрибьютором сериала. В течение первых четырёх сезонов исполнительными продюсерами выступали Аарон Соркин, Томас Шламме и Джон Уэллс. После того как Соркин, написавший в качестве сценариста и соавтора 85 эпизодов, оставил телешоу, проект возглавил Уэллс.
Эта политическая драма была положительно встречена зрителями и критиками, став одним из самых награждаемых показов в истории телевидения США. На счету съёмочной группы и актёров «Западного крыла» — два «Золотых глобуса» и 26 премий «Эмми», в том числе в номинации «Лучший драматический сериал». Однако со временем сериал начал терять своих поклонников: если первые три сезона наблюдали в среднем 17—20 миллионов зрителей, то в дальнейшем рейтинги начали снижаться, и финал в телеэфире посмотрели всего около 8 миллионов.

## О сериале

### Сюжет
Первый сезон. Повествование хронологически начинается где-то с середины 1999 года. Дела у новой президентской администрации идут с переменным успехом: сам президент США — Джед Бартлет — излишне осторожен и опасается вступать в серьёзную борьбу за реформы. Лишь под конец сезона глава администрации — Лео Макгерри — бросает лозунг «Пусть Бартлет будет Бартлетом», что означает открытый вызов трудностям и более решительные действия правительства. В финальной серии президентский кортеж попадает под обстрел неизвестных террористов.
Второй сезон. На фоне последствий покушения идут воспоминания о том, как была собрана эта команда Белого дома. В конгрессе снова побеждают республиканцы, что значительно осложняет жизнь администрации президента от демократов. Большая часть второй половины сезона посвящена раскрытию информации о том, что президент болен рассеянным склерозом, о чём он умолчал при избрании. Финальный сюжет концентрирует внимание зрителей на личности Бартлета.
Третий сезон. Премьера состоялась после терактов 11 сентября 2001 года, но в сериале не стали эксплуатировать тему трагедии, выпустив отдельно один эпизод, посвященный реальным событиям и не связанный с основным сюжетом. Сотрудники администрации имеют дело с общественной и политической реакцией на объявление о болезни президента. Бартлет и его команда готовятся к переизбранию. В конце сезона президент отдает приказ об устранении одного из лидеров Кумара — вымышленной нефтедобывающей страны на Среднем Востоке — за то, что тот оказался идеологом планируемого теракта по взрыву моста «Золотые ворота», который вовремя успели предотвратить спецслужбы.
Четвёртый сезон. Пик избирательной кампании президента, завершившейся его полноценной победой. В мире активизируется исламский терроризм. Геноцид в вымышленной африканской стране Экваториальной Кунду (прототип — Руанда) вынуждает Бартлета послать туда войска в попытке предотвратить резню. В финале сезона похищают младшую дочь президента, и он по собственной воле согласно 25-й конституционной поправке временно отстраняет себя от исполнения должности.
Пятый сезон. С похищением удается разобраться, дочь остается в живых. Возникают новые перипетии с республиканским конгрессом: противостояние в ходе принятия государственного бюджета доходит до краткосрочного закрытия всех федеральных учреждений. В финале снова на первый план выступает внешняя политика — на этот раз президент пытается урегулировать палестино-израильский конфликт.
Шестой сезон. В качестве решения проблемы палестинской автономии Бартлет решает послать войска для формирования буферной нейтральной зоны. И это приводит к первой серьезной конфронтации президента со своим старым другом и главой его администрации — Лео Макгерри, в результате чего тот получает инфаркт. Новой главой администрации неожиданно для многих становится Си-Джей Крегг, исполнявшая до этого обязанности пресс-секретаря Белого дома. Середина сезона посвящена теме политико-экономических переговоров США с Китаем и обострению болезни президента, у которого на время парализует ноги. Начинается новая президентская кампания, и заместитель главы администрации — Джош Лайман — решает покинуть свой пост, возглавив предвыборный штаб молодого строптивого конгрессмена-латиноса Мэта Сантоса. Им противостоит сильный противник в лице старого республиканца Арнольда Виника.
Седьмой сезон. Зрители смогли наблюдать развитие избирательной президентской кампании от её начала до конца. Часть эпизодов была посвящена «гонке» за голоса избирателей между кандидатами, другая часть возвращала внимание к текущим делам Белого дома. Рушится карьера директора по коммуникациям Тоби Зиглера, раскрывшего СМИ секретную информацию ради спасения трех астронавтов. Вымышленный правительственный кризис в Казахстане вызвал обострение отношений между Китаем и Россией, и как следствие — очередной ввод американских войск. В день выборов умирает Лео. Финал завершается инаугурацией нового президента — Сантоса, который неожиданно приглашает своего оппонента — Виника — занять пост госсекретаря.

### История создания
Сериал должен был выйти в эфир осенью 1998 года, но из-за обострившегося скандала с Моникой Левински руководство NBC решило передвинуть премьеру на следующий телесезон.
Аарон Соркин первоначально планировал создать политическую драму о жизни старших сотрудников администрации Белого дома, в то время как президент большей частью оставался бы за кадром, появляясь изредка в роли камео. Поэтому Мартин Шин был сперва привлечён только на четыре эпизода, появляясь в пилоте за несколько минут до его окончания. Однако роль Бартлета сразу же получила большое внимание со стороны прессы и зрителей, — отклик был столь значительным, что продюсеры сериала обратились к Шину с просьбой войти в основной актёрский состав.
Большая часть эпизодов первых четырёх сезонов была сочинена лично Аароном Соркином, который переиначил для нового сериала некоторые сюжеты и сцены из других своих работ. Например, кое-какие идеи и диалоги первого сезона были основаны на наработках чернового сценария фильма «Американский президент». То же самое можно сказать и о первом его сериале — «Ночь спорта», откуда он иногда заимствовал сюжетные коллизии, названия эпизодов и имена персонажей.
Во время напряженной работы над «Западным крылом» обострилась зависимость Аарона от различных наркотиков, что привело к публичному скандалу. Руководители Warner Bros. TV начали проявлять недовольство из-за участившихся задержек, связанных с выходом новых сценариев и проблемами превышения бюджета съёмок. Весной 2003 года Аарон Соркин ушёл из проекта, а вместе с ним и его друг, другой исполнительный продюсер и режиссёр сериала — Томас Шламм. Официальная версия их ухода так и не была озвучена. Возглавить проект согласился третий исполнительный продюсер — Джон Уэллс, оставшийся в этой роли до завершения сериала. С шестого сезона исполнительными продюсерами были дополнительно назначены режиссёры Крис Мисиано (англ. Christopher Misiano) и Алекс Грейвз.

### Отзывы и критика
Один из опросов 2000 года в «Нью-Йорк Таймc» показал, что президент Джед Бартлет выиграл бы около 75 % голосов избирателей, если бы был реальной личностью. Майк Маккарри (англ. Mike McCurry), пресс-секретарь Белого дома при администрации Билла Клинтона, тогда же отметил, что в этом собирательном образе можно увидеть отдельные яркие черты характеров таких президентов США как Джимми Картера, Ричарда Никсона, того же Клинтона и сенатора Тедди Кеннеди.
С выходом первых же эпизодов сериала большинство критиков высоко оценили его качественную драматургию и режиссуру, остроумие и многообразие ярких сложных персонажей. Сразу была подмечена и характерная черта «Западного крыла» — идеализирование деятельности вымышленной президентской администрации США, представленной в наиболее привлекательном для зрителей свете и продвигающей идеи либерализма. Поэтому были и другие американские критики — преимущественно правые и консервативно настроенные, которые неоднократно и резко высказывали недовольство по этому поводу. Так, один из публицистов-неоконсерваторов Джон Подгорец (сын Нормана Подгореца), обозреватель «Нью-Йорк Пост», назвал сериал «политической порнографией для либералов».
Речевая структура сериала насыщена диалогами, динамику которых подчёркивает в том числе и особый сценический приём «иду и говорю» (англ. «walk-and-talk»): герои включаются в разговор на ходу, успевая переброситься репликами сразу с несколькими собеседниками на разные темы. В процессе съёмок применялась технология работы с камерами — стедикам.
В документальном фильме о «Западном крыле» (англ. Documentary Special), вышедшем в апреле 2002 года, приняли участие некоторые бывшие президенты США (Джеральд Форд, Джимми Картер и Билл Клинтон) и высокопоставленные правительственные чиновники, положительно оценившие сериал за его реалистичность.

## В главных ролях
| Актёр           | Роль                                                             |
| --------------- | ---------------------------------------------------------------- |
| Мартин Шин      | президент США Джозайя «Джед» Бартлет                             |
| Стокард Чэннинг | первая леди Абигаль «Эбби» Бартлет                               |
| Джон Спенсер    | глава президентской администрации Лео Макгерри                   |
| Брэдли Уитфорд  | заместитель главы президентской администрации Джош Лайман        |
| Ричард Шифф     | директор по коммуникациям Тоби Зиглер                            |
| Эллисон Дженни  | пресс-секретарь Белого дома Си-Джей Крегг                        |
| Роб Лоу         | заместитель директора по коммуникациям Сэм Сиборн                |
| Джошуа Малина   | заместитель директора по коммуникациям Уилл Бейли                |
| Мэри Маккормак  | заместитель советника по национальной безопасности Кейт Харпер   |
| Дьюли Хилл      | личный помощник президента Чарли Янг                             |
| Джанель Молони  | старший помощник заместителя главы администрации Донна Мосс      |
| Кристин Ченовет | заместитель пресс-секретаря Аннабет Скотт                        |
| Джимми Смитс    | кандидат в президенты США от партии демократов Мэт Сантос        |
| Алан Алда       | кандидат в президенты США от партии республиканцев Арнольд Виник |
| Мойра Келли     | советник по СМИ Менди Хемтон                                     |

В сериале задействован большой ансамблевый состав ведущих и второстепенных героев, вовлеченных в политическую жизнь страны и повседневную работу федерального правительства. В заглавных титрах на протяжении всех семи сезонов обозначены Эллисон Дженни, Дьюили Хилл, Джанел Молоуни, Джон Спенсер, Бредли Уитфорд, Ричард Шифф и Мартин Шин; с третьего по шестой — Стокард Чэннинг, участвующая в остальных сезонах в качестве приглашённой актрисы.
Мойра Келли покинула «Западное крыло» после первого сезона, Роб Лоу — после четвёртого, но вернулся в заключительных сериях сериала. Его место в команде занял Джошуа Малина. Были введены также две новые женских роли, в которых снимались с пятого сезона — Мэри Маккормак, с шестого — Кристин Ченовет. В последних двух сезонах многогранно заиграли персонажи Джимми Смитса и Алана Алда.
Джон Спенсер, создавший образ Лео Макгерри, скончался от инфаркта 16 декабря 2005 года на 58 году жизни во время съёмок заключительного сезона, примерно год спустя после того, как его же герой едва не умер от сердечного приступа согласно сюжету сериала. С небольшой речью в память об актёре Мартин Шин обратился к зрителям перед началом показа десятого эпизода, 8 января 2006 года. Смерть Лео была озвучена в серии «День выборов», вышедшей в эфир 2 апреля.

### Второстепенные персонажи
Тим Мэтисон — вице-президент США Джон Хойнс

Гари Коул — вице-президент США Боб Рассел (заменил Хойнса на посту)

Джон Эймос — адмирал Перси Фитциолус, глава объединённого комитета начальников штабов США

Терри О'Куин — генерал Николас Александер, глава объединённого комитета начальников штабов США (заменил Фитциолуса на посту)

Анна Девере Смит — советник по национальной безопасности Ненси Макнелли

Кэтрин Джустен — личный секретарь президента Делорис Лэндигэм

Лили Томлин — личный секретарь президента Дебора Фидерер (заменила Лэндигэм)

Николь Робинсон — помощник главы президентской администрации Маргарет Хупер

Оливер Платт — юрисконсульт Белого дома Оливер Бабиш

Эмили Проктер — республиканка, помощник юрисконсульта Эйнсли Хейс

Майкл О’Нил — начальник службы охраны президента Рон Баттерфилд

Джорджа Фокс — агент секретной службы Джина Тоскано

Рон Силвер — политический консультант по избирательным кампаниям Бруно Джинелли

Тимоти Басфилд — журналист Денни Конкэннон

Марли Мэтлин — социолог, организатор опросов Джои Лукас

Мэри-Луиз Паркер — лоббистка движения по правам женщин Эми Гарднер

Аннабет Гиш — Элизабет «Лиз» Уэстин, старшая дочь Бартлетов

Нина Семашко — Элеонора Эмили («Элли»), средняя дочь Бартлетов

Элизабет Мосс — Зои Патриция, младшая дочь Бартлетов

Эллисон Смит — Мэллори О’Брайн, дочь Лео Макгерри

Роджер Рис — лорд Джон Марбери
В качестве приглашённых актёров на один или несколько эпизодов в сериале периодически появлялись Эдвард Джеймс Олмос и Гленн Клоуз, сыгравшие кандидатов на пост верховных судей; Кристиан Слейтер — в роли помощника советника по нацбезопасности Джека Риза; Марк Хэрмон — в роли специального агента секретной службы Саймона Донована; Мэтью Перри — в роли республиканца, помощника юрисконсульта Джозефа Квинси; Джон Гудмен — в роли председателя Палаты представителей и президента США; Иэн Макшейн — в роли старшего сотрудника российского посольства; Джейсон Айзекс — в роли фотожурналиста Колина Айрса.

## Выход сезонов и трансляция
См. также: Список эпизодов телесериала «Западное крыло»
Шесть сезонов выходили на телеканале NBC вечером по средам в девять часов, седьмой — по воскресеньям в восемь вечера. В общей сложности выпущено 156 эпизодов, в том числе две специальные серии третьего сезона: первая — документальный фильм о съёмках шоу (англ. Documentary Special), вторая — «Исаак и Ишмаэль» (англ. Isaac and Ishmael), посвящённая терактам 11 сентября 2001 года.
В России премьера «Западного крыла» состоялась 2 октября 2000 года на телеканале «ТВ-6», был показан только первый сезон. Впоследствии в ночном эфире телеканала «НТВ» был выпущен четвёртый сезон сериала, показ начался с 21 февраля 2005 года.
| Сезон     | Премьерный показ                                 | Финальный показ                     | Количество серий |
| --------- | ------------------------------------------------ | ----------------------------------- | ---------------- |
| Первый    | 22 сентября, 1999 Пилот                          | 17 мая, 2000 «Что это был за день?» | 22               |
| Второй    | 4 октября, 2000 «В тени двух боевиков: часть 1»  | 16 мая, 2001 «Два собора»           | 22               |
| Третий    | 3 октября, 2001 «Исаак и Ишмаэль»                | 22 мая, 2002 «Posse Comitatus»      | 22               |
| Четвёртый | 25 сентября, 2002 «20 часов по Америке: часть 1» | 14 мая, 2003 «25-я поправка»        | 23               |
| Пятый     | 24 сентября, 2003 «7A WF 83429»                  | 19 мая, 2004 «День поминовения»     | 22               |
| Шестой    | 20 октября, 2004 «Кэмп-Дэвид»                    | 6 апреля, 2005 «2162 голоса»        | 22               |
| Седьмой   | 25 сентября, 2005 «Билет»                        | 14 мая, 2006 «Завтра»               | 22               |

## Награды
На протяжении всего показа сериал постоянно выдвигался и участвовал в церемониях награждения различных американских и международных премий в области кинематографа и телевидения в частности. В итоге — более восьми десятков наград. Как лучший драматический сериал «Западное крыло» становился победителем «Эмми» с 2000-го по 2003 годы и получил «Золотой глобус» в 2000-м. Награждён также двумя премиями Peabody Award (1999—2000).
Лауреатами «Эмми» становились режиссёры сериала — дважды Томас Шламм (в 2000 и 2001 годах), и в 2003-м — Крис Мисиано. Премию за лучший сценарий получили Аарон Соркин и Рик Кливленд (англ. Rick Cleveland), написавшие в соавторстве в первом сезоне 10-ю серию «In Excelsis Deo». Композитор Уильям Г. Снаффи Уолден (англ. W. G. Snuffy Walden) был награждён «Эмми» в номинации «Лучшая заглавная музыкальная тема» (2000).
| Персона         | Премия                                                                                   |
| --------------- | ---------------------------------------------------------------------------------------- |
| Алан Алда       | Эмми, Лучший актёр второго плана в драматическом телесериале (2006)                      |
| Эллисон Дженни  | Эмми, Лучшая актриса второго плана в драматическом телесериале (2000, 2001)              |
| Эллисон Дженни  | Эмми, Лучшая актриса драматического сериала (2002, 2004)                                 |
| Эллисон Дженни  | Премия Гильдии киноактёров США, Лучшая женская роль в драматическом сериале (2000, 2001) |
| Джон Спенсер    | Эмми, Лучший актёр второго плана в драматическом телесериале (2002)                      |
| Бредли Уитфорд  | Эмми, Лучший актёр второго плана в драматическом телесериале (2001)                      |
| Стокард Чэннинг | Эмми, Лучшая актриса второго плана в драматическом телесериале (2002)                    |
| Мартин Шин      | Золотой глобус, Лучший актёр драматического телесериала (2000)                           |
| Мартин Шин      | Премия Гильдии киноактёров США, Лучшая мужская роль в драматическом сериале (2000, 2001) |
| Ричард Шифф     | Эмми, Лучший актёр второго плана в драматическом телесериале (2000)                      |

### Номинации
В общей сложности команда сериала «Западное крыло» была номинирована на три десятка премий, выдвигаясь на награждения в той или иной категории более 260 раз. Так, на их счету свыше 90 номинаций «Эмми» (1999—2006 годы), 20 номинаций «Золотого глобуса» (1999—2003), 5 номинаций ALMA (1999—2005) и другие. Большая часть основного актёрского состава и съёмочной группы неоднократно оказывались среди претендентов, но так и не были отмечены наградами. Например, Мартин Шин шесть раз номинировался как лучший драматический актёр на «Эмми», Джанел Молоуни — дважды, по одному разу — Роб Лоу, Мэри-Луиз Паркер и Дьюли Хилл; в качестве приглашенных актёров — Тим Мэтисон, Оливер Платт, Мэтью Пэрри, Рон Силвер и Марк Хэрмон.